# جبهة العمل للتجديد والتنمية
جبهة العمل للتجديد والتنمية (بالفرنسية: Front d'action pour le renouveau et le développement)‏ هو حزب سياسي في بنين.
تأسس الحزب في 1994 ودعم ترشيح ماتيو كيريكو في الانتخابات الرئاسية لعام 1996. ترشح كيريكو كمرشح للحزب في الانتخابات الرئاسية في 4 و18 مارس 2001، وفاز بنسبة 45.4٪ من الأصوات الشعبية في الجولة الأولى و84.1٪ في الجولة الثانية. قاطع المتنافسون الرئيسيون الجولة الثانية.
في فبراير 2004، تم انتخاب دانيال تاويما، الذي كان وزير الداخلية آنذاك، أمينًا عامًا للحزب، خلفًا لجيروم ساكا كينا جويزيري.
في الانتخابات البرلمانية التي أجريت في 30 مارس 2003، كان الحزب عضوا في الحركة الرئاسية، تحالف أنصار كيريكو. وأسس داخل هذه الحركة «اتحاد بنين المستقبل» الذي حصل على 31 مقعدًا من أصل 83 مقعدًا. كان مرشح الحزب في الانتخابات الرئاسية في مارس 2006 هو دانيال تاويما، الذي حصل على 0.60٪ من الأصوات.